# Mount Shishaldin
Mount Shishaldin is een vulkaan, en met een hoogte van 2.857 m het hoogste punt op het eiland Unimak, het grootste eiland van de Aleoetengroep. Het is ook de hoogste berg van de Aleoeten.
De Mount Shishaldin is een actieve stratovulkaan met een laatste uitbarsting tussen 19 en 25 maart 2014 en 28 uitbarstingen sinds 1775. De vulkaankrater bevindt zich op 32 km afstand van de plaats False Pass. Sinds 1967 is Mount Shishaldin een National Natural Landmark.